# Vincenc Morstadt

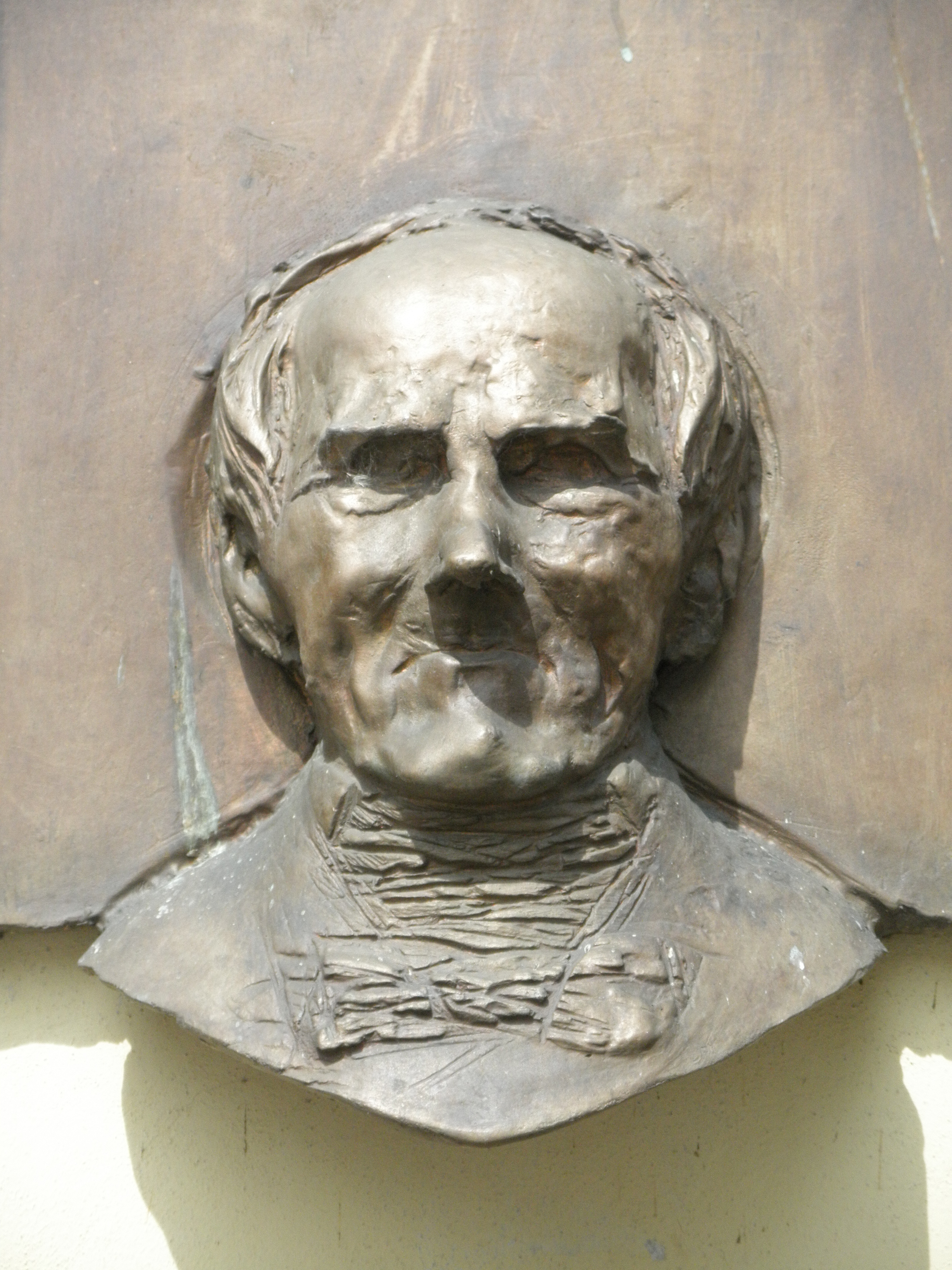
Emléktáblájának részlete Kolínban (Csehország)

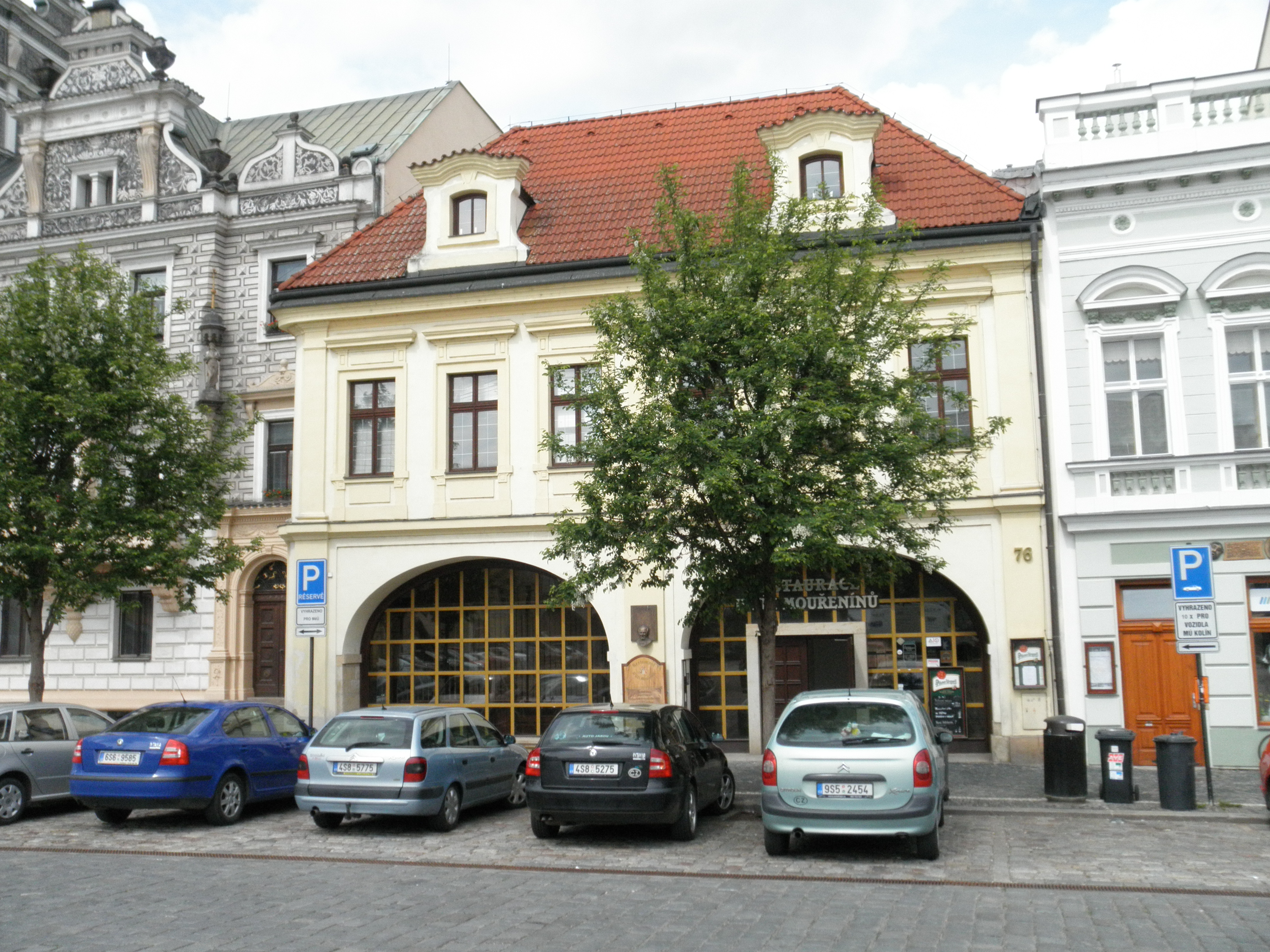
Szülőhelye Kolínban

Vincenc Morstadt (Kolín, 1802. április 17. – Prága, 1875. február 19.) cseh festő és grafikus.
Az irodalmi Nobel-díjas Jaroslav Seifert Prager Vedute című versében emléket állított neki.

## Élete
Művészeti munkásságának nagy része szorosan kapcsolódik Prágához, ahová 11 évesen került. Itt az újvárosi piaristák gimnáziumába járt, majd a prágai Károly Egyetem jogi karán tanult. 1834 és 1850 között a cseh igazságszolgáltatásban dolgozott. 1867-től kizárólag a festészetnek szentelte magát.

## Munkássága
Vedutáiról vált híressé a prágai városképekkel.
Fél évszázadon keresztül figyelte és ábrázolta szeretett városát annak minden átalakulásában. „A munkám során távcsövet használtam, hogy a tárgyakat és a tájat minden apró részletében és mozzanataiban megjelenítsem.”
A 19. század első felében idilli városképek sorozatának szerzőjeként vált híressé Prága, Karlsbad és más festői helyekről készült képeivel.
A művész számos festménye színes litográfia és művészeti képeslap formájában jelent meg. Csehországban több művészeti albumot adtak ki a tájképeivel.

## Művei (válogatás)
- Kilátás a lokti kastélyra
- Kilátás Karlovy Vary központjára
- Křižovnické náměstí a vámházzal és a Szent Vencel
- Wimmer szökőkútja Prágában
- Híd a Szarvas-árkon Chotkovy Sady felé

## Képgaléria

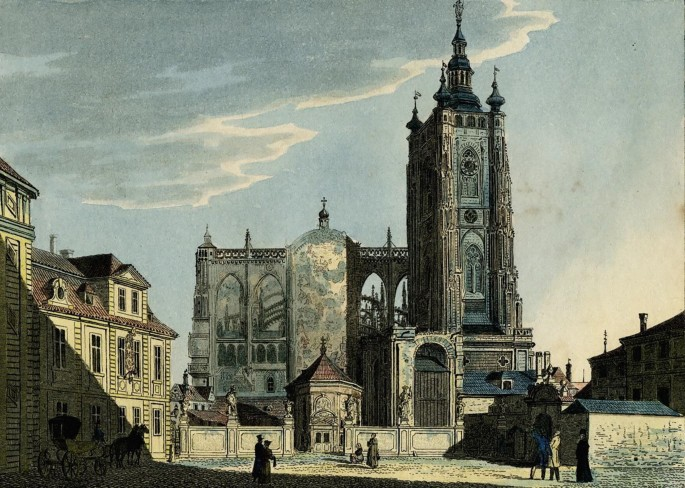
A Szent Vitus-katedrális Prágában (1825)
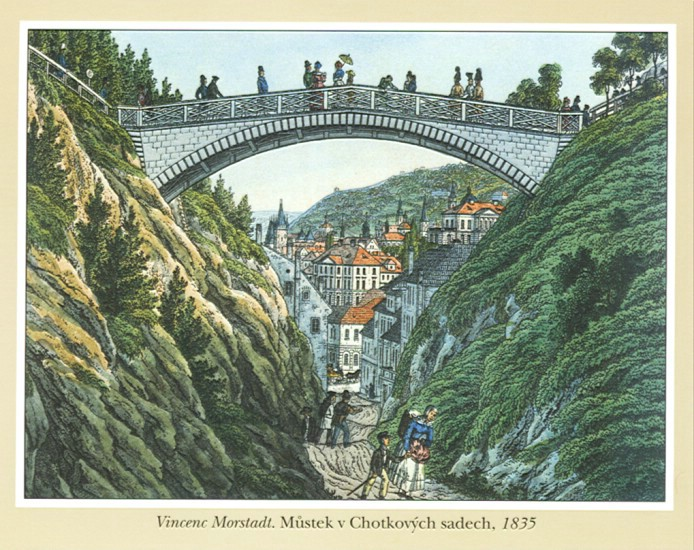
Híd a Chotkovy kertben (1835)
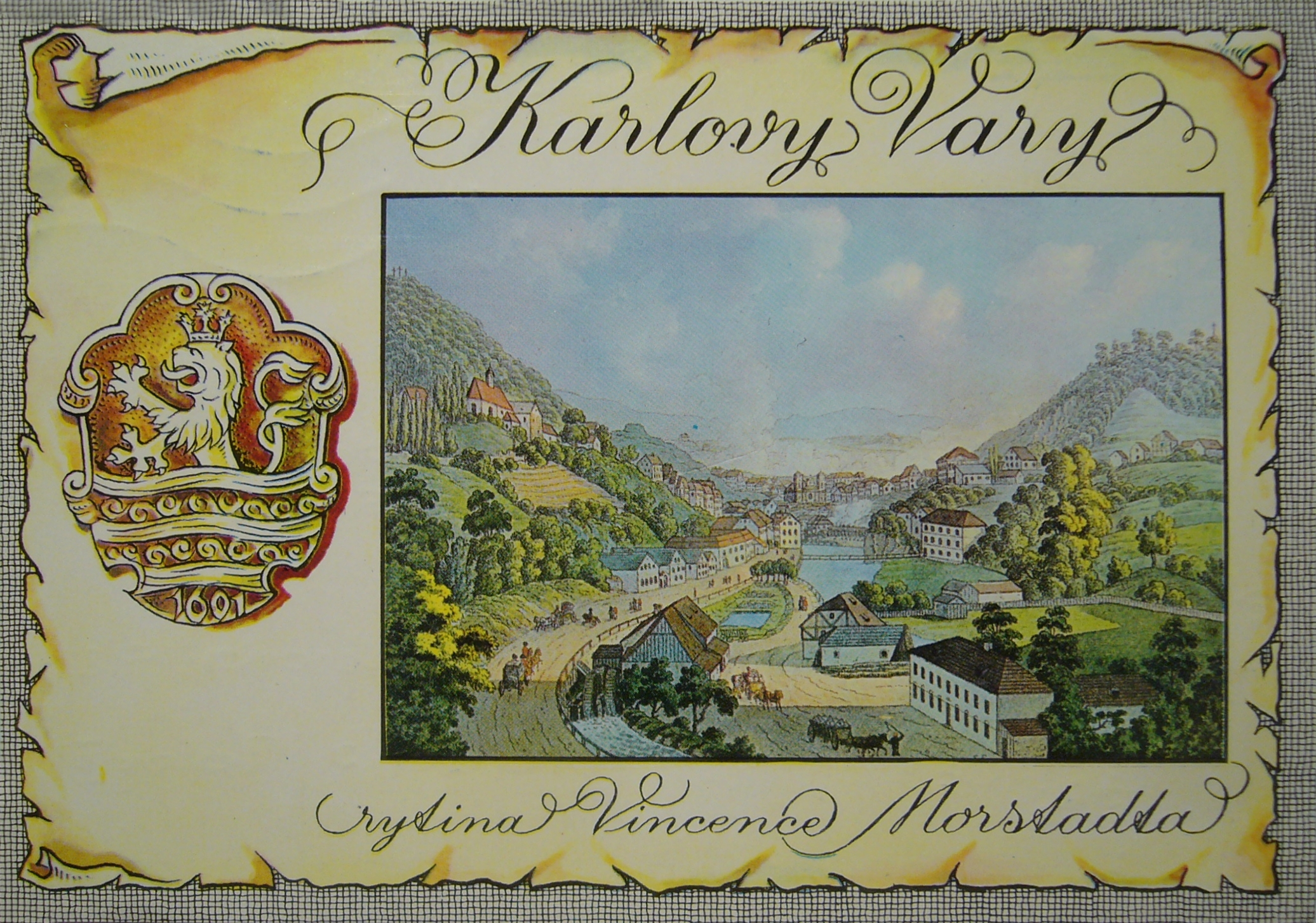
Művészi képeslap, kilátással Karlsbadra (1836)

## Fordítás
- Ez a szócikk részben vagy egészben  a   Vincenc Morstadt című német Wikipédia-szócikk ezen változatának fordításán alapul.  Az eredeti cikk szerkesztőit annak laptörténete sorolja fel. Ez a jelzés csupán a megfogalmazás eredetét és a szerzői jogokat jelzi, nem szolgál a cikkben szereplő információk forrásmegjelöléseként.